# Josef Johannes Schmid
Josef Johannes Schmid (* 25. Februar 1966 in München) ist ein deutscher Historiker. Er ist außerplanmäßiger Professor an der Johannes Gutenberg-Universität Mainz.

## Leben
Schmid studierte von 1985 bis 1990 als Stipendiat der Studienstiftung des deutschen Volkes Mittlere und Neuere Geschichte, Musikwissenschaft und Kirchengeschichte in München, Rom und Madrid. 1995 wurde er bei Hans Schmidt an der Ludwig-Maximilians-Universität München über Alexander Sigismund von der Pfalz zum Dr. phil. promoviert.
Von 1996 bis 2001 war er als Stipendiat des Deutschen Historischen Instituts Paris (DHIP) und der Görres-Gesellschaft in Paris. 1997 erhielt er einen Lehrauftrag am Historischen Seminar der Johannes Gutenberg-Universität Mainz. 1998 war er Stipendiat am Deutschen Studienzentrum in Venedig (DSZV). 2003 folgte die durch Peter Claus Hartmann betreute Habilitation in Neuerer Geschichte über die Königsweihe Ludwigs XV. Er wurde sodann Privatdozent, 2010 erhielt er eine außerplanmäßige Professur. Außerdem war er Gastdozent an der Universität von Burgund in Dijon und Lehrbeauftragter an der Universität Passau.
Zu seinen Forschungsschwerpunkten gehören unterschiedliche Regionen sowie Kultur-, Kirchen- und Militärgeschichte. Schmid ist Fachberater (für „Westliche Kirche der Neuzeit – vom Konzil von Trient bis zum I. Vatikanum“) des unter dem Protektorat von Kardinal Walter Brandmüller stehenden Lexikons der Konzilien. Er veröffentlichte u. a. im Biographisch-Bibliographischen Kirchenlexikon und in Religion in Geschichte und Gegenwart sowie im Jahrbuch für westdeutsche Landesgeschichte.

## Auszeichnungen
- 2006: Lehrpreis des Landes Rheinland-Pfalz

## Schriften (Auswahl)
- Alexander Sigismund von Pfalz-Neuburg, Fürstbischof von Augsburg 1690–1737. Ein Beitrag zur Kulturgeschichte Schwabens im Hochbarock. Konrad, Weißenhorn 1999, ISBN 3-87437-401-7.
- (Hrsg.): Arte & marte Band 2. In memoriam Hans Schmidt. Eine Gedächtnisschrift seines Schülerkreises. Verlag Traugott Bautz, Herzberg 2000, ISBN 978-3-88309-084-9.
- Sacrum monarchiae speculum. Der Sacre Ludwigs XV. 1722. Monarchische Tradition, Zeremoniell, Liturgie. Aschendorff, Münster 2007, ISBN 978-3-402-00415-9.
- (Hrsg.): Waterloo – 18. Juni 1815. Vorgeschichte, Verlauf und Folgen einer europäischen Schlacht (=  Studia academica historica. Band 1). Nova & Vetera, Bonn 2007, ISBN 978-3-936741-55-1.
- (Hrsg.): Quellen zur Geschichte des Dreißigjährigen Krieges. Zwischen Prager Frieden und Westfälischem Frieden (= Ausgewählte Quellen zur deutschen Geschichte der Neuzeit. Band 21). Wissenschaftliche Buchgesellschaft, Darmstadt 2009, ISBN 978-3-534-04824-3.
- Friedrich der Große. Das Personenlexikon. Philipp von Zabern, Darmstadt u. a. 2012, ISBN 978-3-8053-4367-1.
- Seefahrer! Maritime Lebensbilder von der Antike bis heute. Philipp von Zabern, Darmstadt u. a. 2013, ISBN 978-3-8053-4455-5.
- CineStoria. Weltgeschichte im Film. Band 1: Im Schatten Roms. Von den Anfängen bis zu Karl d. Großen. Nünnerich-Asmus, Oppenheim 2019, ISBN 978-3-96176-084-8.